# Laghi della Polonia
I principali laghi della Polonia sono:
|    | Nome               | Bacino di fortnite | Superficie in chilometri quadrati | Superficie in chilometri quadrati | Superficie in chilometri quadrati | Profondità massima in metri | Altitudine in metri sul livello del mare |
| -- | ------------------ | ------------------ | --------------------------------- | --------------------------------- | --------------------------------- | --------------------------- | ---------------------------------------- |
| 1  | Lago Śniardwy      | Pisa               | 114,875                           | 113,404                           | 113,84                            | 23,4                        | 115,7-116,1                              |
| 2  | Lago Mamry         | Angrapa            | 98,51                             | 102,824                           | 104,4                             | 43,8                        | 115,7-116,3                              |
| 3  | Lago Łebsko        | Łeba               | 70,2                              | 71,4                              | 71,42                             | 6,3                         | 0,2                                      |
| 4  | Lago Dąbie         | Odra               |                                   | 54,08                             | 56                                | 4,2                         | 0,1                                      |
| 5  | Lago Miedwie       | Płonia             | 34,91                             | 35,27                             |                                   | 43,8                        | 14,1                                     |
| 6  | Lago Jeziorak      | Drwęca             | 31,525                            | 32,194                            | 34,6                              | 12,9                        | 99,2-99,4                                |
| 7  | Lago Niegocin      | bari               | 25,95                             | 26                                | 26,04                             | 39,7                        | 115,7-116,2                              |
| 8  | Lago Gardno        | Łupawa             | 23,375                            | 24,681                            | 24,69                             | 2,6                         | 0,3                                      |
| 9  | Lago Jamno         | Mar Baltico        | 22,315                            | 22,396                            |                                   | 3,9                         | 0,1                                      |
| 10 | Lago Wigry         | Czarna Hańcza      | 21,15                             | 21,183                            | 21,87                             | 74,2                        | 131,9                                    |
| 11 | Lago Gopło         | Noteć              | 21,215                            | 21,545                            | 21,8                              | 16,6                        | 76,8-77,2                                |
| 12 | Lago Drawsko       | Drawa              | 17,975                            | 18,715                            | 19,56                             | 82,2                        | 128,7                                    |
| 13 | Lago Roś           | Pisa               | 18,085                            |                                   | 18,877                            | 31,8                        | 114,5-115,4                              |
| 14 | Lago Wielimie      | Gwda               | 16,375                            | 17,546                            | 18,65                             | 5,5                         | 132,7                                    |
| 15 | Lago Tałty         | Pisa               | 17,96                             | 18,312                            | 18,36                             | 50,8                        | 116                                      |
| 16 | Lago Nidzkie       | Pisa               | 17,5                              | 18,18                             | 18,31                             | 23,7                        | 117,7-117,9                              |
| 17 | Lago Bukowo        |                    | 16,44                             | 17,474                            |                                   | 2,8                         | 0,2                                      |
| 18 | Lago Rajgrodzkie   |                    | 14,99                             | 15,032                            | 15,14                             | 52                          | 117,5-118,6                              |
| 19 | Lago Lubie         |                    | 14,875                            | 14,39                             | 14,67                             | 46,2                        | 95                                       |
| 20 | Lago Żarnowieckie  |                    | 14,25                             | 14,316                            |                                   | 19,4                        | 1,4                                      |
| 21 | Lago Wdzydze       |                    | 14,17                             | 14,556                            | 15,7                              | 69,5                        | 139,2                                    |
| 22 | Lago Charzykowskie |                    | 13,36                             | 13,638                            | 0,1367                            | 30,5                        | 121                                      |
| 23 | Lago Narie         |                    | 12,25                             | 12,4                              | 12,66                             | 43                          | 104,6-105                                |
| 24 | Lago Selmęt Wielki |                    | 12,075                            | 12,695                            | 12,73                             | 21,9                        | 120,7                                    |
| 25 | Lago Wicko Wielkie |                    |                                   |                                   | 12,00                             | 6,1                         |                                          |
| 26 | Lago Druzno        |                    | 11,475                            |                                   | 16,181                            | 2,5                         | 0,1                                      |
| 27 | Lago Raduńskie     |                    |                                   |                                   | 11,2                              | 43                          | 161,6                                    |
| 28 | Lago Powidzkie     |                    | 10,975                            | 11,747                            | 10,359                            | 26                          | 98,3-98,5                                |
| 29 | Lago Łańskie       |                    | 10,7                              | 10,423                            | 10,5                              | 53                          | 134,7-134,9                              |
| 30 | Lago Wicko         |                    | 10,31                             | 10,589                            |                                   | 6,1                         | 0,3                                      |
| 31 | Lago Dadaj         |                    | 9,75                              | 9,768                             | 10,02                             | 39,8                        | 122,5-122,9                              |
| 32 | Lago Orzysz        |                    | 10,125                            | 10,707                            | 10,76                             | 36                          | 119,7-120                                |